# MOcean
Die mOcean ist ein One Design-Daysailer aus der Schweiz. Die nationale Einheitsklasse ist für acht Personen zugelassen. Die Yacht kann jedoch auch einhand gesegelt werden. Für Regatten ist die empfohlene Mannschaftsgrösse drei bis fünf Personen.

## Geschichte
Die mOcean wurde von Simon Brügger (2-facher Olympiateilnehmer) und Olivier Lüthold (Leistungssportchef Swiss Sailing 1996–2004) konzipiert und von Seb Schmidt und Damian Cardenoso bzw. deren Seb Schmidt architecte naval sàrl in Genf gezeichnet. Im Jahr 2008 fertigte Bootbau Dominik Schenk in Ermatingen den Prototyp an. Der Daysailor wurde speziell für Sailbox (Boatsharing, Events, Training) entworfen, eine Not-For-Profit-Organisation des Schweizerischen Segelverbandes Swiss Sailing. Nach erfolgreichen Tests mit dem Prototyp vergab mOcean Boats die Produktion nach Schweden, wo vier Yachten produziert wurden. Seit 2010 produziert QN-Yachts in ihrer Produktionsstätte in Tettnang (Süddeutschland) die mOcean.

## Rumpf
Der Rumpf der mOcean ist rund 8 Meter lang und wird aus Epoxidharz im Vakuum-Injektionsverfahren gebaut. Auf Grund von Längenbeschränkungen (gewisse Seen bzw. Liegeplätze) gibt es auch eine kürzere Version von 7,5 Meter. Diese ist in der Bedienung jedoch vollständig identisch. Ein Knickspant wird angedeutet. Die mOcean ist mit einem elastischen Gummi-Bug aus PU-Integralschaum ausgestattet. Der Bug ist mit vier Schrauben befestigt und kann leicht ausgewechselt werden.

## Rigg, Takelage, Segel
Die mOcean wird mit einem Grosssegel, Vorsegel, Spinnaker und/oder Gennaker gesegelt. Im Boatsharing steht nur der Gennaker zur Verfügung während im Match Race ausschliesslich mit Spinnaker gesegelt wird. Das Grosssegel ist durchgelattet und hat ein grosses Squaretop. Die mOcean hat zwei Trapeze; jedoch kein Achterstag und kein Backstag. Die Segelfläche kann per Rollfock oder den beiden Reffs im Grosssegel verkleinert werden. Schoten und Trimmleinen wurden bei der mOcean auf ein Minimum reduziert, um die Yacht möglichst einfach und unkompliziert zu halten. Deswegen eignet sich die Yacht hervorragend als Club-, Event- und Boatsharing-Yacht.

## Hilfsmotor
Der Daysailer ist serienmässig mit einem Elektromotor der Marke torqeedo ausgestattet. Der Motor hat eine Leistung von etwa 1,8 kW bzw. in der stärkeren Version 3 kW. Sie sind nahezu geräuschlos. Er ist mit einem elektrischen Hubsystem in den Rumpf eingebaut. Die Batterie wird mit Strom oder mit Solarpanels geladen.

## Galerie

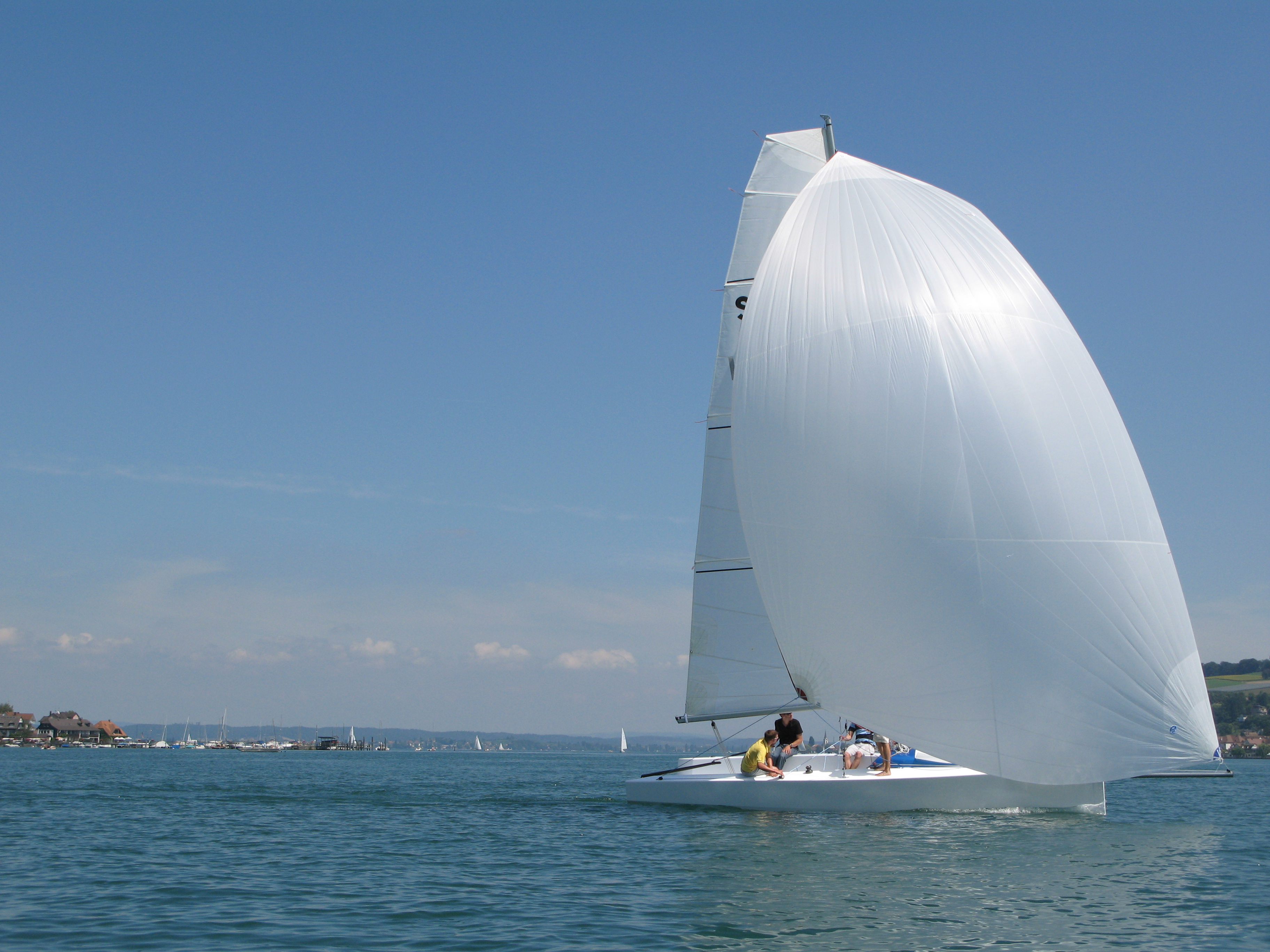
mOcean mit Gennaker